# Isdigerdes III
Isdigerdes III (grec: Ισδιγέρδης) o Yazdegerd III (persa: یزدگرد سوم "fet per Déu") fou el darrer rei de la dinastia sassànida a Pèrsia. Era fill de Shahryar i net de Còsroes II, el qual fou assassinat pel seu fill Kavadh II l'any 628. Pujà al tron el 16 de juny de l'any 632, després d'una sèrie de conflictes interns. Durant la guerra civil va estar amagat a Estakhr fins que el 16 de juny del 632 el cap de la facció dels parts Rostam Farrukhzad, i el cap de la facció dels perses, Piruz Khosrov, es van posar d'acord per portar-lo al tron com a darrer membre viu de la casa de Sassan. Fou coronat al temple d'Anahita a Estakhr.
Isdigerdes començà a governar des de molt jove i mai exercí la seva autoritat fermament. Durant el seu primer any de regnat tractà d'inaugurar una nova era, intentant establir la pau interior i prenent mesures per a reformar els abusos que s'havien introduït en la religió. Però, d'un cantó, aquestes reformes no van agradar a tothom, i de l'altre, a la mateixa època començà la conquesta musulmana de Pèrsia. El 636, l'exèrcit enviat pel califa Úmar ibn al-Khattab derrotà els perses en la batalla d'al-Qādisiyyah, que durà tres dies, i decidí el destí de l'imperi d'Isdigerdes. Els àrabs ocuparen i saquejaren Ctesifont, i el jove rei fugí cap a Mèdia, i l'exèrcit que va cobrir la seva fugida va caure a la batalla de Jalula.
L'emperador Isdigerdes III va anar a Rayy i d'allí es va traslladar a Merv, on va establir la seva capital. Des de Merv, va dirigir els seus caps per dur a terme contínues incursions a Mesopotàmia per desestabilitzar el govern musulmà. En els següents quatre anys, Isdigerdes III es va sentir prou potent com per desafiar els musulmans un cop més pel tron de Mesopotàmia. L'emperador va fer una crida al seu poble per expulsar els musulmans de les seves terres. En resposta a la crida, veterans aguerrits i joves voluntaris d'arreu de Pèrsia van marxar en gran nombre per unir-se al govern imperial i s'encaminaren a Nihawand per l'última lluita titànica entre les forces del califat i la Pèrsia sassànida: 50.000 combatents perses conjuntats, comandats per Xah Mardan, que fou derrotat en la batalla de Nihawand el 641.
Isdigerdes seguiria el seu rumb cap a l'est d'un districte a l'altre, sent rebut amb hostilitat pels governants de les regions orientals, que no el consideraven el seu sobirà legítim. Finalment, fou assassinat l'any 651 per un moliner de Merv que intentava robar-li. El seu fill, Peroz II fugí cap a la Xina, on fou molt ben rebut. La resta de la noblesa que fugiren amb ell s'establiren a l'Àsia central, on contribuïren enormement a l'expansió de la cultura i la llengua perses en aquelles regions.
El calendari zoroàstric, que s'utilitza encara avui dia, agafa el primer any del regnat d'Isdigerdes III com a any zero. La data s'acompanya pel sufix Y.Z., que indica el nombre d'anys passats des de la coronació de l'emperador, l'any 632.

## Família
Els fills de Yazdegerd, Peroz III i Bahram VII van fugir a la Xina. Segons una tradició xiïta la seva filla Shahrbanu es va casar amb Hussein ibn Ali; el fill de Shahrbanu fou Ali ibn Husayn Zayn al-Abidin, el quart imam xiïta. Alguns bahais diuen que l'ascendència de Bahá'u'lláh's es pot trobar en Isdigerdes III, que va promoure la conversió del zoroastrisme per esdevenir la religió bahai. Al-Masudi diu que Isdigerdes III va tenir dos fills, Bahram i Firuz (o Peroz), i tres filles, Shahrbanu, Adrag i Mardawand. Les fonts xineses parlen del matrimoni d'una filla amb l'emperador. El gaznèvida Mahmud deia ser setè descendent de Firuz, el fill d'Isdigerdes.
Al-Tabari i Ibn Khaldun diuen que estava casat amb una dona de Merv, a més d'altres anteriors.